# سوئیچ‌بلید سمفونی
سوئیچ‌بلید سمفونی (به انگلیسی: Switchblade Symphony) گروهٔ موسیقی گوتیک راک از سان فرانسیسکو، کالیفرنیا بود.

## ترانه‌شناسی

### آلبوم‌ها و ئی‌پی‌ها
- گالری سرپنتاین (۱۹۹۵)
- اسکرپ‌بوک (۱۹۹۷) (ئی‌پی) (نایاب)
- نون و مربا برای فرانسیس (۱۹۹۷)
- سه مصیبت (۱۹۹۹)
- نوستالژی شوم (۲۰۰۱) (ریمیکس‌ها)
- جادوگران کوچک، نازنین (۲۰۰۳) (اجراهای زنده و ویدئو ترک)
- نسخهٔ دیلوکس گالری سرپنتاین (۲۰۰۵)

### تک‌آهنگ‌ها
- «دلقک» (۱۹۹۶)
- «آبریزش دهان» (۱۹۹۷)